# Peter Cambor
Peter Cambor (28 september 1978) is een Amerikaanse film- en televisieacteur. Tijdens het tv-seizoen 2009-2010 verscheen hij als medewerker bij NCIS: Los Angeles in de rol van de operationele psycholoog Nate Getz, maar in het tweede seizoen verscheen hij alleen in drie afleveringen als gast.  
Cambor studeerde aan de Deerfield Academy in Massachusetts, waar de leiding van hem eiste een kunstklas te nemen: zijn moeder stelde voor dat hij acteerlessen zou nemen. Cambor acteerde zowel op de middelbare school en later met universiteitsproducties aan Wesleyan University in Middletown, Connecticut, waar hij in 2001 een graad haalde in Engels. Na verdere studies, ontving Peter Cambor  een MFA van het American Repertory Theatre 's Institute for Advanced Theatre Training aan de Harvard University in  Cambridge, Massachusetts (MFA in acteren, 2005).  Na een tijdje in New York gewerkt te hebben, verhuisde hij naar de westkust. 
In 2002 trad Cambor op in Up to the Roof in de rol van Alexander en in The J2 Project als J2. Vijf jaar later, na het afronden van zijn opleiding aan Harvard in 2007, trad hij ook op in een aflevering van de tv-serie Numb3rs als Logan Oliver. Vanaf 2006-2008 speelde Cambor de rol van de aanstaande vader, tegenover Jennifer Westfeldt  in Notes from the Underbelly  (op het ABC Television Network).

## Filmografie (selectie)
- American Terrorist als Will Wright (2020)
- Suits (tv-serie) als Nathan (2015–2018)
- Wedding Band (tv-serie) als Eddie (2012–2013)
- NCIS: Los Angeles (tv-serie) als Nate Getz (2009–2023)
- Alice Jacobs Is Dead (korte film) als George (2009)
- NCIS: Naval Criminal Investigative Service (tv-serie) als Nate Getz (2009)
- Trust Me (tv-serie) 2 afleveringen als Andrew Hunter (2009)
- Pushing Daisies (tv-serie) als Dusty Fitz (2008)
- Notes from the Underbelly (tv-serie) 23 afleveringen als Andrew Stone (2007–2010)
- Numb3rs (tv-serie) als Logan Oliver (2007)
- The J2 Project (video) als J2 (2002)
- Up to the Roof (korte film) als Alexander (2002)

- International Standard Name Identifier: 0000 0001 1239 8624
- Library of Congress Control Number: no2010209115
- MusicBrainz: e2e712db-6a38-467a-9d0e-96fd3cb16ac8
- Virtual International Authority File: 163769798
- WorldCat: E39PBJr3vY9HkxJXCRcC8pBkjC